# Ne Flierefluiter

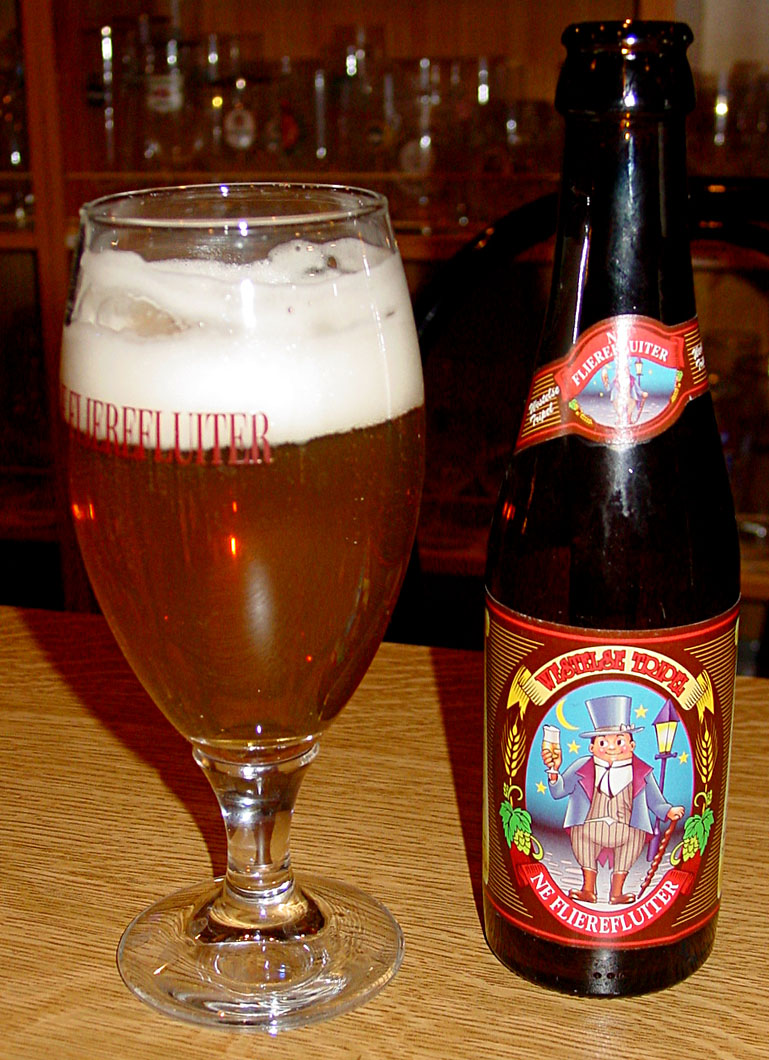
Vroegere versie van Ne Flierefluiter (7%)

Ne Flierefluiter is een Belgisch bier dat ook wel Westelse tripel genoemd wordt.  Het wordt in opdracht van drankhandel en bierfirma Fisser uit Zammel (Geel) gebrouwen, oorspronkelijk door brouwerij De Smedt te Opwijk, later bij Brouwerij Anders! te Halen. Het bier wordt vooral verdeeld in de omgeving van Westerlo, maar ook daarbuiten.

## Achtergrond
In 1982 startte men met het brouwen van een blond doordrinkbier met een alcoholpercentage van 7%. Ne Flierefluiter was toen een etiketbier van Affligem Blond. Sinds 2001 maakt men een compleet ander brouwsel, naar eigen zeggen volgens een oud Kempisch recept.  Het gaat nu om een tripel met een alcoholpercentage van 8,5%. Vanaf juni 2012 werd Ne Flierefluiter Eeuwling op de markt gebracht.
Naast het bier bestaat er ook een Flierefluiter jenever.
Het bier wordt gepromoot als streekbier van Westerlo. Vandaar ook "Westelse tripel". Flierefluiters is de spotnaam van de inwoners van Westerlo.

## Definitie
Nietsnut, pierewaaier, boemelaar, levensgenieter.

## Varianten
- Blond, blond bier met een alcoholpercentage van 8,5%
- Eeuwling, roodbruin bier met een alcoholpercentage van 8,5%
- Hop! Hop! Hoera!, blond bier ipa stijl met een alcoholpercentage van 5,8%

## Varia
Flierefluiter is ook de naam van een romanfiguur in de boeken van A.M. de Jong over Merijntje Gijzen. Hij was een landloper en bohemien met een zorgeloos en vrij bestaan.
Flierefluiter is eveneens een titel van een lied van Bonnie St. Claire en José Hoebee.